# Усобиця Володимировичів
Усо́биця Володи́мировичів — міжусобна війна в Київській Русі в 1015—1019 роках, між Володимировичами — синами київського князя Володимира Святославича, за «старійшинство» після смерті батька. Події династичної кризи відображені як у руських джерелах (літописи і твори борисоглібського циклу; див. «Сказаніє і страсть і похвала святим Борису та Глібу»), так і в польських (Галл Анонім) та німецьких (Тітмар Мерзебурзький) хроніках. Відгомін цих подій також зберегла більш пізня сага про Еймунда. Аналіз усіх наявних джерел показує досить суперечливу картину, і серед дослідників немає єдиної думки про перебіг подій усобиці.

## Передісторія
Корені конфлікту полягали в тому, що Володимир Святославич мав багато синів, які могли претендувати на Київ по смерті батька. Існують згадки про те, що Володимир виділяв серед своїх синів Бориса, але прямих вказівок на те, що саме Борис мав стати головним спадкоємцем, немає. Старший син Володимира Святославича туровський князь Святополк (за іншими даними, Святополк був племінником Володимира, сином його старшого брата Ярополка Святославича); ще 1013 був ув'язнений батьком через спроби захопити київський престол за допомогою польського князя Болеслава I Хороброго, з донькою якого (ім'я її не збереглося) був одружений Святополк. У відповідь на ув'язнення Святополка Болеслав I вирушив у похід на Русь, заручившись підтримкою печенігів. Володимир Святославич був змушений звільнити Святополка разом із донькою Болеслава I.
1014 року інший син Володимира Святославича, Ярослав, який княжив у Новгороді Великому, відмовився посилати данину в Київ. Назрівала війна між Києвом і Новгородом. Ярослав Володимирович найняв для війни з Києвом варягів, чия поведінка викликала повстання новгородців, жорстоко придушене Ярославом. Тим часом у Києві під час приготувань до походу проти непокірного сина князь Володимир Святославич захворів i помер 15 липня 1015 року. Улюбленець Володимира Борис у той час був із військом у поході на печенігів.

## Перебіг
Літопис повідомляє, що, скориставшись відсутністю в Києві інших братів, престол захопив Святополк. І приписує йому намір знищити своїх родичів-конкурентів. У Святополка були причини непокоїтися: Ярослав уже відкрито порвав із Києвом, а київська дружина, що повернулася з невдалого походу Бориса на печенігів, намовляла Бориса силою захопити Київ. Борис нібито відмовився і 24 липня 1015 року загинув у своєму таборі в урочищі Льто (на місці майбутнього м. Бориспіль) від рук підісланих убивць. 5 вересня 1015 був убитий неподалік від Смоленська (нині місто в РФ) муромський князь Гліб Володимирович. Древлянський князь Святослав Володимирович спробував втекти в Угорщину, але також був убитий.
Про те, що Святополк наказав убити своїх братів, відомо з руських джерел. Частина істориків дотримується думки, що ці джерела складалися під контролем Ярослава Мудрого чи його нащадків і не відображають правдивих фактів. Тітмар Мерзебурзький (сучасник подій) взагалі не згадує про вбивства, більше того, стверджує, що Святополк втік до Польщі одразу після смерті Володимира. В сазі про Еймунда (датована 13 ст.) стверджується, що Ярослав підіслав своїх варягів, щоб убити свого брата Бурислейфа (можливо, мається на увазі Борис). Іноді з цього твердження роблять висновок, що під час усобиці Борис підтримував Святополка, можливо навіть привів йому на допомогу печенігів. Отже неможливо з повною певністю сказати, що сталося насправді, але свідчення пізнього й неясного зарубіжного джерела все ж навряд чи переважує усталену версію руського літописання.
Згідно з літописом про події в Києві Ярослава повідомила його сестра Предслава. Звістка про вокняжіння Святополка начебто надійшла одразу після придушення Ярославом антиварязького виступу новгородців, тому князь був змушений швидко шукати миру з Новгородом, підтримка якого була йому необхідна у війні зі Святополком. Новгородці вирішили підтримати Ярослава. Битва між варязько-новгородським військом Ярослава та київською дружиною відбулася восени 1015 чи навесні 1016 року поблизу міста Любеч на Дніпрі. Кияни зазнали поразки і Ярослав зайняв столицю.
Дослідники, які виходять з повідомлень Тітмара Мерзебурзького про перебування Святополка в Польщі з моменту смерті Володимира, припускають, що на києвському престолі спочатку утвердився якійсь інший з синів Володимира — Мстислав Хоробрий або ж Святослав Деревлянський. І саме його військо зазнало поразки під Любечем. Якщо це був саме Святослав, то історія з його втечею на Захід відбулася вже після Любеча і його переслідувачем був не Святополк, а саме Ярослав.
Не відмовився від претензій на престол і Святополк. Його союзником у боротьбі проти Ярослава став тесть — польський князь Болеслав I Хоробрий. Розуміючи, що силова акція Болеслава I на підтримку свого зятя є лише справою часу, Ярослав уклав угоду, спрямовану проти Болеслава I, з імператором Священної Римської імперії Генріхом II, котрий з липня 1015 воював із Польщею, і сам рушив із військом до Берестя у 1017 році, одночасно із вторгненням Генріха II у Польщу. Шукаючи виходу зі скрутного становища, Болеслав I запропонував Ярославові мир, підтримувати який мав шлюб Болеслава I із сестрою Ярослава Предславою.
Імовірно, умовами миру було звільнення доньки Болеслава I і повернення Святополка до туровського княжіння. Ярослав відкинув таку пропозицію. Тоді Болеслав I на початку 1018 року уклав мир з імператором Генріхом II на умовах Status quo ante bellum і звернув свою увагу на схід. Із військом з 2—5 тис.
поляків, 300 німецьких лицарів, 500 угорців та 1 тис. печенігів 22 липня 1018 року Болеслав I став над Західним Бугом біля міста Волинь (городище біля с. Гродек Грубешівського повіту Люблінського воєводства, Польща). Шлях на схід йому заступило військо Ярослава, яке 23 липня 1018 було вщент розбите. Ярослав Володимирович утік до Новгорода. Польське військо прискореним маршем пішло на Київ. За повідомленням Тітмара Мерзебурзького, 14 серпня 1018 польський князь Болеслав I тріумфально в'їхав у місто.
Київським князем знову став Святополк, але його жінка залишилася в полоні у Ярослава. Святополк віддав Болеславу I Червенські городи та був змушений сплатити велику контрибуцію, для збирання якої Болеслав I поставив по руських містах польські гарнізони. Отримавши виплату, Болеслав I повернувся з Києва до Польщі, можливо вже у вересні 1018 року. Руський літопис стверджує, що Святополк наказав таємно вбивати поляків. Як заручників Болеслав I узяв із собою бояр Ярослава та його сестер.
Тим часом Ярослав зібрав у Новгороді нове військо i вдруге виступив проти Святополка. Святополк, залишившись без польської підтримки, втік із Києва до печенігів. 1019 року Святополк прийшов із великим військом печенігів повернути собі київський стіл. У битві, яка сталася на місці, де було вбито Бориса, Ярослав переміг Святополка і знову посів київський стіл. Болеслав I не надав допомоги зятеві, й хоча вимагав від Ярослава Володимировича повернення своєї доньки, відомості про неї зникають.
Про Святополка руський літописець пише, що той втратив розум і загинув десь «межи Чехи і Ляхи».

### Монографії
- Алешковский М. Х. Повесть временных лет: судьба литературного произведения в древней Руси. Москва, 1971.
- Ильин Н. Н. Летописная статья 6523 года и ее источник. Москва, 1957.
- Карпов А. Ярослав Мудрый. Москва, 2001.
- Михеев С. М. «Святополкъ сѣде в Киевѣ по отци»: усобица 1015—1019 годов в древнерусских и скандинавских источниках. Москва, 2009.
- Толочко О. П., Толочко П. П. Київська Русь: Україна крізь віки, т. 4. Київ, 1998.
- Хорошев А. С. Политическая история русской канонизации (XI—XVI вв.). Москва, 1986.

### Статті
- Головко О. З історії міжкнязівської війни 1015—1019 рр. на Русі // Україна в Центрально-Східній Європі: Студії з історії XI—XVIII століть, 2000, вип. 1.
- Котляр, М. Ф. Чи Святополк убив Бориса і Гліба? // Український історичний журнал, 1989, № 12.
- Лященко А. И. «Eymundar Saga» и русские летописи // Известия АН СССР: Серия VI, 1926, т. 20, № 12.
- Мельникова Е. А. Был ли Ярослав убийцей своего брата? // Древняя Русь в свете зарубежных источников. М., 1999.
- Поппэ А. О зарождении культа святых Бориса и Глеба и о посвященных им произведениях // Russia mediaevalis. München, 1995, t. VIII, 1.
- Cook R. Russian History, Icelandic Story, and Byzantine Strategy in Eymundaráttr Hringssonar // Viator: Medieval and Renaissance Studies, 1986, vol. 17.

### Довідники
- Галушка, А. А. Усобиця Володимировичів 1015—1019 // Енциклопедія історії України : у 10 т. / редкол.: В. А. Смолій (голова) та ін. ; Інститут історії України НАН України. — К. : Наукова думка, 2013. — Т. 10 : Т — Я. — С. 246. — ISBN 978-966-00-1359-9.